# Pelourinho de Setúbal
O Pelourinho de Setúbal está localizado na Praça Marquês de Pombal (antiga Praça de São Pedro), na cidade de Setúbal, na freguesia de Setúbal (São Julião, Nossa Senhora da Anunciada e Santa Maria da Graça).
A sua coluna de mármore branco possui um capitel do tipo coríntio.
Está classificado como monumento nacional desde 1910.

## Inscrições do pedestal[3]
Face Sul: Este pelourinho se mudou da praça ribeira para esta real no ano de 1774
Face Nascente: Por ordem do ilustríssimo e excelentíssimo senhor Marquês de Pombal, do Conselho de Estado
Face Poente: Tudo executado por despesa da Câmara desta vila, sendo juiz de fora Leandro de Souza da Silva Alcaforado
Face Norte: E por decreto de Sua Magestade Fidelíssima nomeado inspetor das obras públicas desta vila José Bruno de Cabedo, coronel do regimento e governador da praça, diretor destas João Vasco M. de Braun, sargento-mor da mesma, engenheiro e comandante de artilharia

## Galeria

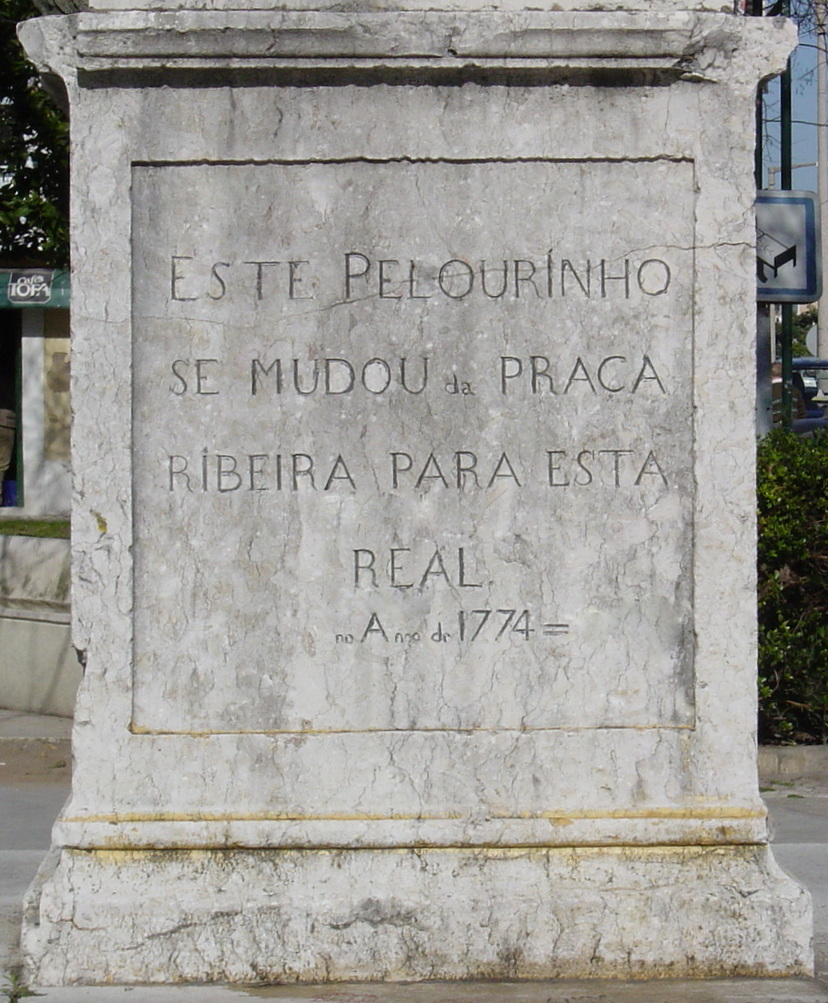
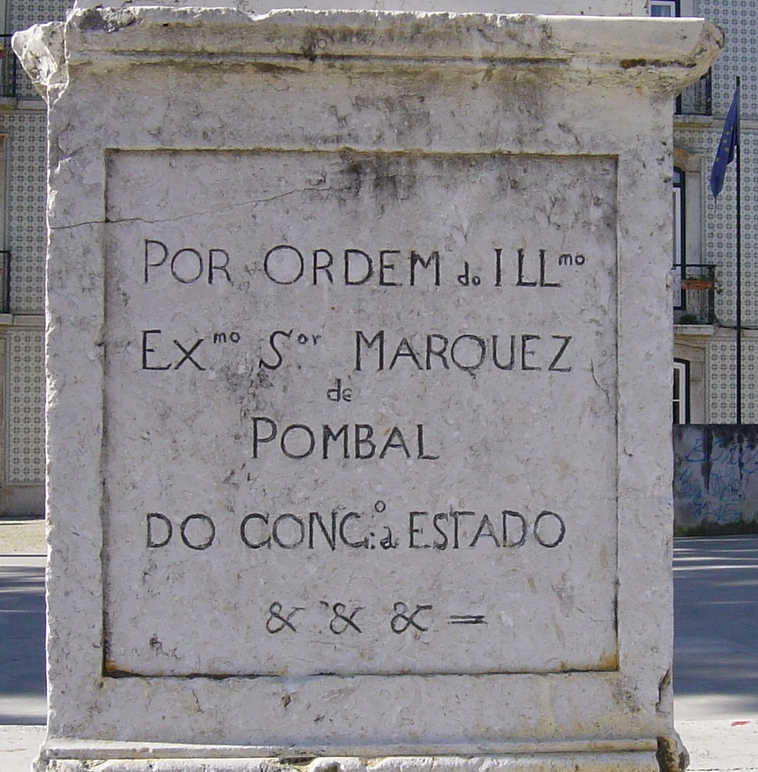
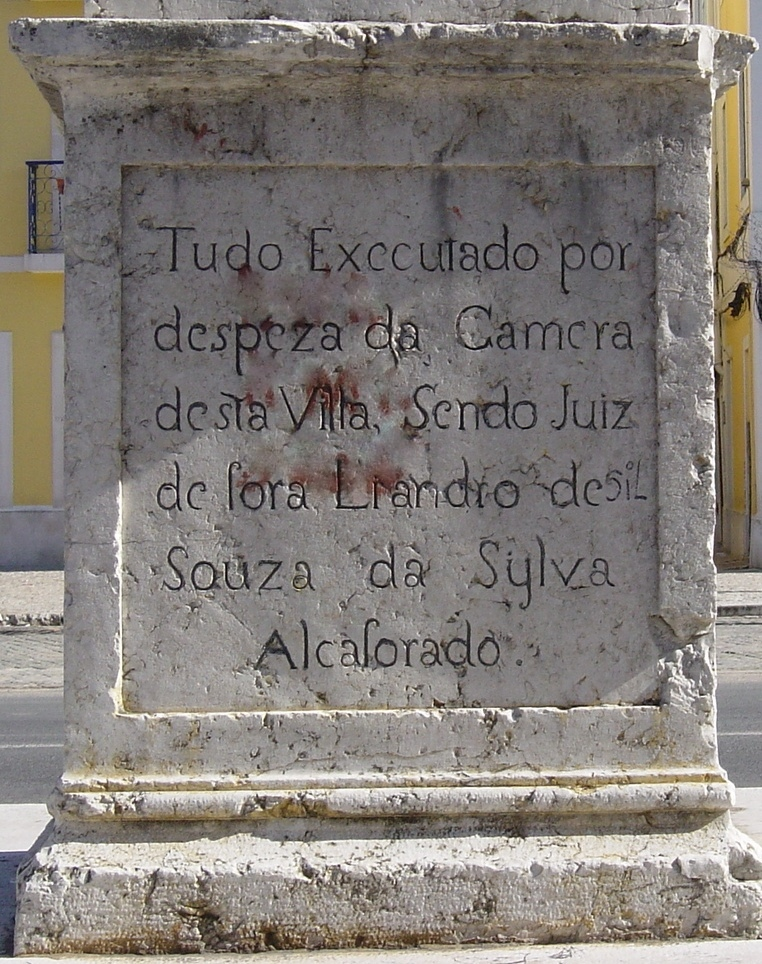
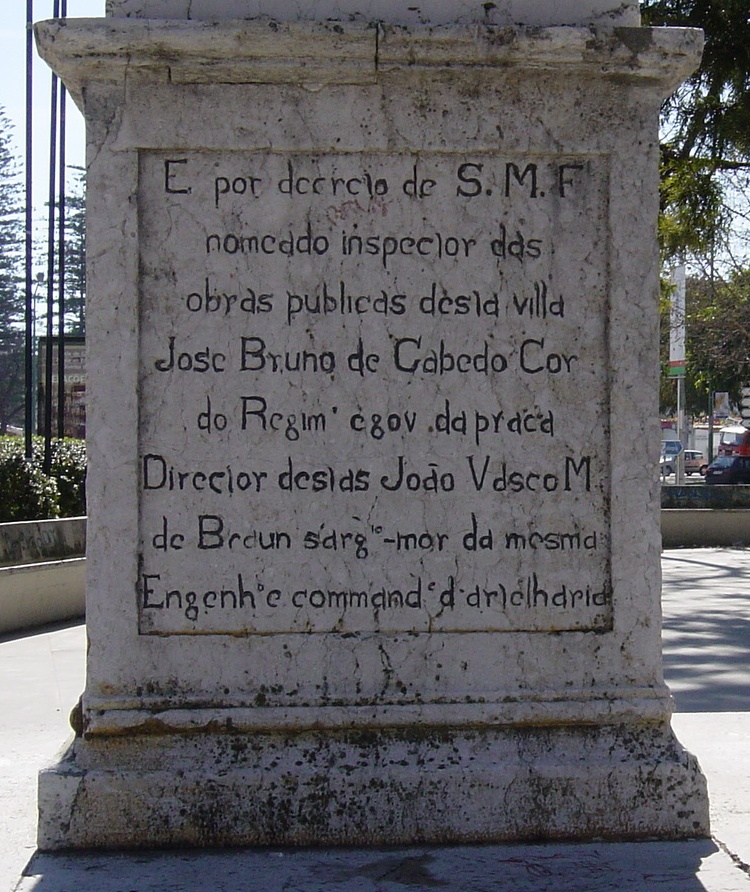